# Basen (naczynie)

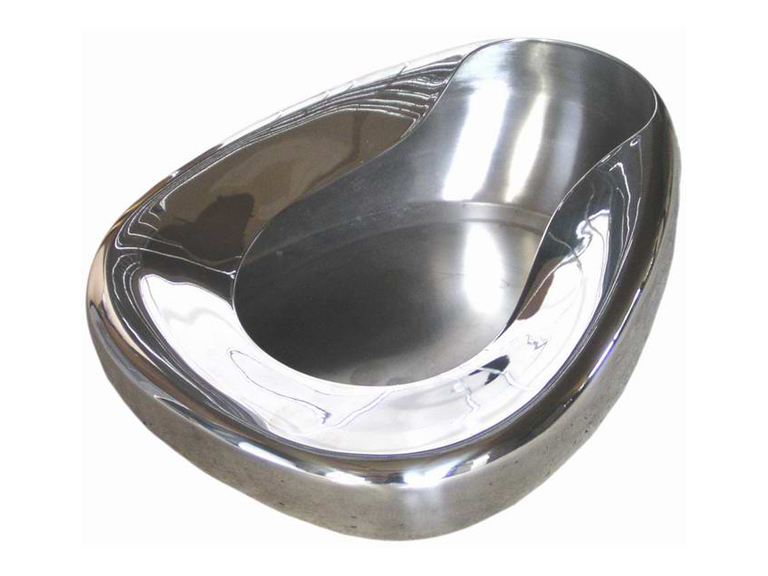
Basen

Basen – naczynie, rodzaj płaskiej miski z uchwytem, umożliwiającej wypróżnianie się osobom niezdolnym do opuszczenia łóżka (często są to pacjenci np. z chorobą Alzheimera, chorobą Parkinsona czy demencją).
„Podanie basenu” polega na wsunięciu tego naczynia przez osobę opiekującą się chorym pod jego pośladki, a po użyciu – zabranie go w celu wylania nieczystości. Korzystanie z basenu sanitarnego jest niewygodne, wymaga od pacjenta większego wysiłku niż używanie toalety przyłóżkowej i dlatego nie zaleca się stosowania tej metody, jeśli nie jest to konieczne. Szczególnie pacjenci po zawale mięśnia sercowego nie powinni być zmuszani do korzystania z basenu.